# Kurbnesh
Kurbnesh är (albanska: Kurbnesh med böjningsformen Kurbneshi) en ort i Albanien.   Den ligger i prefekturen Qarku i Lezhës, i den norra delen av landet, 50 km norr om huvudstaden Tirana. Kurbnesh ligger 745 meter över havet och antalet invånare är 1 429.
Terrängen runt Kurbnesh är huvudsakligen kuperad, men norrut är den bergig.  
Trakten runt Kurbnesh består till största delen av jordbruksmark.  Runt Kurbnesh är det ganska tätbefolkat, med 54 invånare per kvadratkilometer.